# Palais Windisch-Graetz (Renngasse)

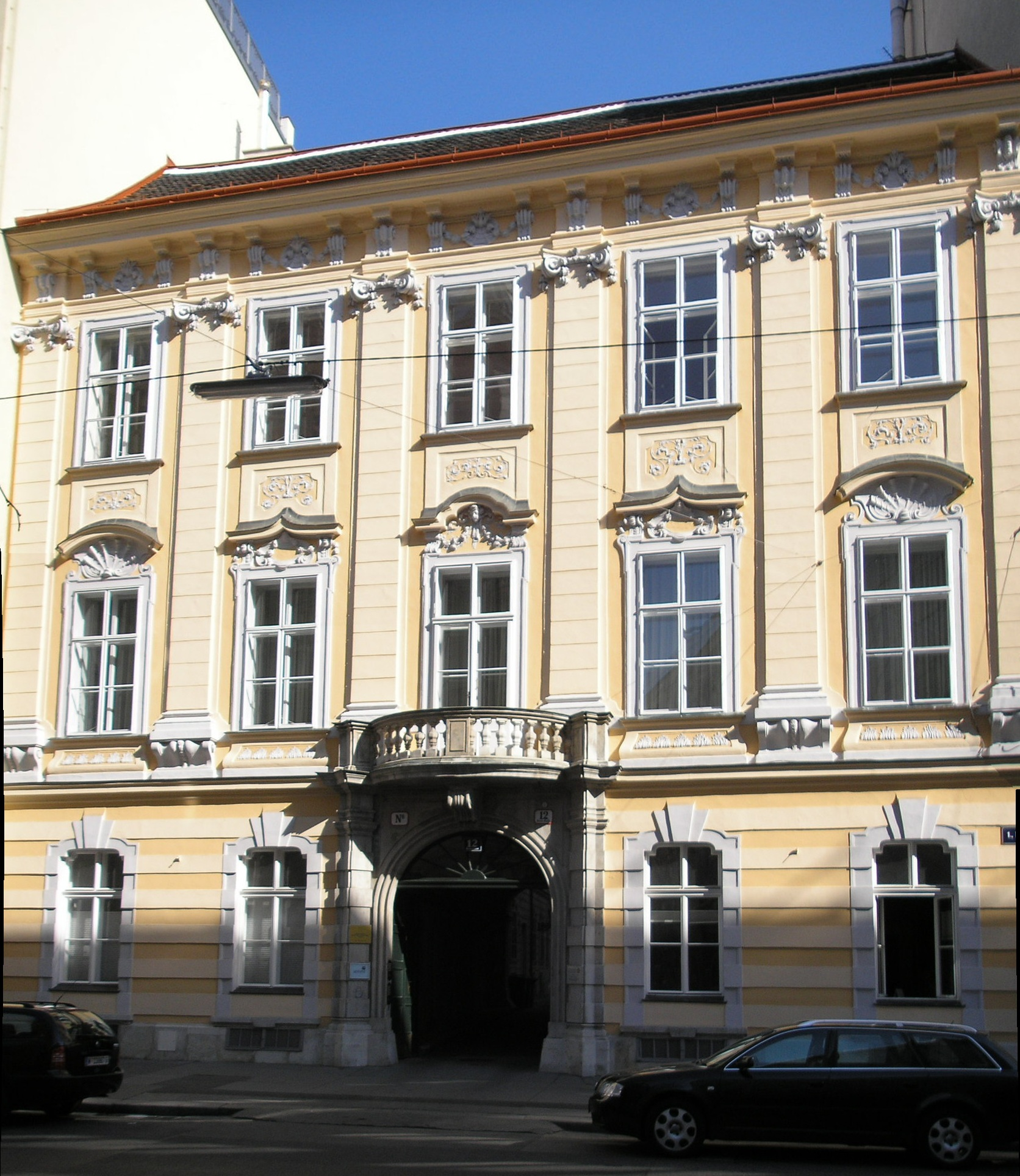
Palais Windisch-Graetz an der Renngasse

Das Palais Windisch-Graetz, auch bekannt als Palais Geymann-Windisch-Graetz, ist ein kleines Wiener Stadtpalais im 1. Wiener Gemeindebezirk Innere Stadt, Renngasse 12, unweit der Freyung.
Das barocke Gebäude wurde in den Jahren 1702 und 1703 vermutlich von dem Architekten Christian Alexander Oedtl für Johann Carl Freiherr von Geymann († 1709) erbaut, dessen Vorfahren aus Oberösterreich stammten. Über die Freiherrn von Mannsperg kam es als Erbvermächtnis 1731 in den Besitz der Stiftung des Großarmen- und Invalidenhauses in der Alservorstadt (des heutigen AKH) und wurde 1755 von Maria Theresia Gräfin von Windisch-Graetz um 30.000 Gulden erworben. Nach ihrem Tod erbte 1816 ihr Großneffe Alfred Fürst Windisch-Graetz das Palais. Es blieb im Besitz der fürstlichen Familie Windisch-Graetz, zunächst von Fürst Alfred II., dann seinem Sohn, dem österreichischen Ministerpräsidenten und späteren Präsidenten des Herrenhauses Alfred III., der es für seine Repräsentationspflichten 1894 / 1895 vom Architekten Emil Bressler renovieren ließ. Seine Witwe Gabriela, geb. Auersperg, nützte den Wiener Wohnsitz bis zu ihrem Tod 1933. 1935 erwarb das Chorherrenstift Klosterneuburg das Anwesen von den Erben von Alfred Windisch-Graetz. 
Im Palais befindet sich eine Prachtstiege mit Stufen und Podestplatten aus Kaiserstein sowie eine Ende des 19. Jahrhunderts stark veränderte Beletage.